# Roberto Burle Marx
Roberto Burle Marx (São Paulo, 4 d'agost de 1909 — Rio de Janeiro, 4 de juny de 1994) va ser un artista plàstic brasiler, tenint un renom internacional a l'exercir la professió d'arquitecte-paisatgista. Va viure gran part de la seva vida en Rio de Janeiro, on estan localitzats els seus principals treballs, encara que la seva obra pugui ser trobada a tot el món.

## Biografia
La seva mare va ser una cantant i pianista que va despertar en els seus fills l'amor per la música i les plantes.Roberto l'acompanyava des de molt petit en el cultiu diari de les roses, les begonies, els gladiols i moltes altres espècies del seu jardí. Amb la seva dida Ana Piascek va aprendre a preparar els testos i a observar la màgia de la germinació de les llavors en el jardí i l'hort domèstics. El seu pare, pròsper comerciant de cuirs, va ser un home culte amant de la música erudita i de la literatura europea, preocupat per l'educació dels seus fills, als qui va ensenyar alemany.
Va estudiar en l'Escola Nacional de Belas Artes on va entrar el 1930 però no va acabar el curs. En 1934 fou contractat per Carlos de Lima Cavalcanti com a director del Departament de Parcs i Jardins de Pernambuco, treballant amb el secretari d'obres Luiz Nunes., quan encara desenvolupava un treball d'inspiració eclèctica. En aquesta època va fer un ús intens de la vegetació nativa i va començar a guanyar cert renom, sent convidat a projectar els jardins del Palau Gustavo Capanema.

## Ruptura i modernitat
Abans del treball realitzat per Roberto les plantes conegudes i utilitzades pels paisatgistes i jardiners de Brasil eren d'origen europeu. Les poques plantes brasileres que eren utilitzades assíduament, havien estat conegudes després de viatjar a Europa i tornar com a espècies molt valorades.

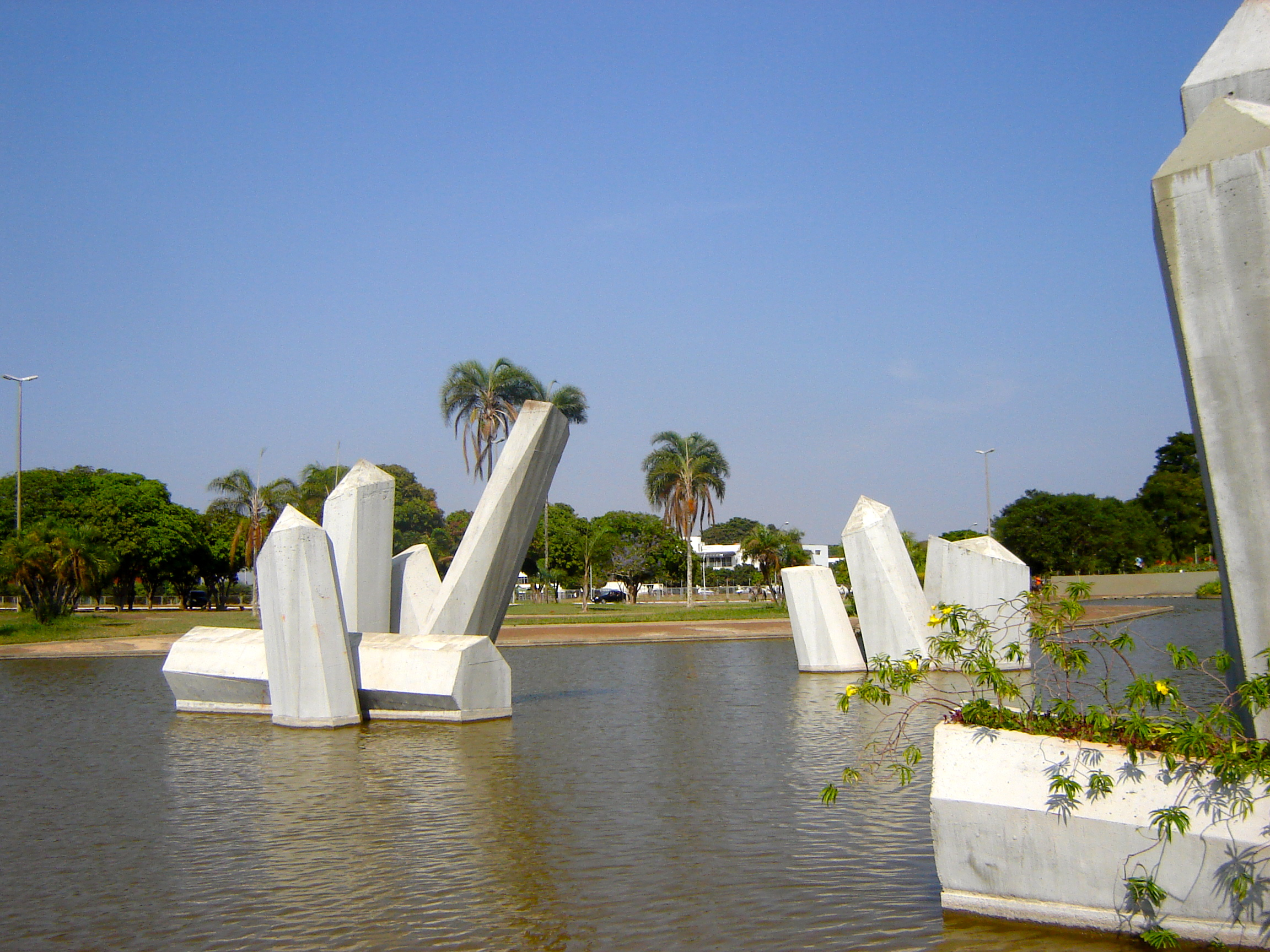
Praça dos Cristais a Brasília, obra paisatgista de Roberto Burle Marx.

El 1928 visita Alemanya on entra en contacte amb les avantguardes artístiques. Hi va visitar un Jardí botànic amb un hivernacle on es criava vegetació brasilera, per la qual va quedar fascinat. Torna d'Alemanya, on havia descobert i pintat la flora brasilera en el jardí botànic de Berlín.
En tornar al Brasil i intentar continuar el seu aprenentatge botànic, va trobar un gran buit de coneixement en aquest camp, comprenent que si volia arribar a conèixer la flora del seu país hauria de realitzar el treball de camp necessari directament. A partir d'aleshores i durant tota la seva vida va dur a terme una extensa recerca, descobrint i classificant moltes espècies, algunes de les quals serien anomenades amb el seu nom pels botànics. Les seves expedicions pel país a la recerca de noves plantes es van fer molt famoses entre els experts, i en pocs anys vindrien homes i dones de tot el món per participar-hi i poder aprendre i treballar amb Burle Marx.
A principis de 1930 Roberto Burle Marx va començar a crear jardins que incorporen els colors primaris, formes orgàniques, el disseny gràfic, motius indígenes i el cubisme.
El seu enfocament era individual, sense connexió amb, o derivacions d'anteriors moviments modernistes, també era totalment diferent a qualsevol de l'Art Noveau d'Europa o els modernistes americans com Eckbo, Església i Lawrence Halprin. A través de la seva formació com a artista, juntament amb les seves associacions amb els principals arquitectes com Lúcio Costa, Rino Levi i Oscar Niemeyer, la seva passió per les plantes natives de Brasil i el seu geni creatiu pur, Burle Marx es va convertir en un dels arquitectes paisatgistes més importants del segle xx.
Per a ell sempre estaria present la idea que l'art del paisatge és l'art d'enganyar a l'ull, tornant a aquesta idea primitiva que existia en les correccions geomètriques dels paisatgistes del món clàssic.
En el moment d'introduir aquestes plantes en els seus treballs, va trobar un altre problema; en ser espècies no conegudes no hi havia per elles cap demanda a part de la seva, i els vivers no les portaven al mercat. Per poder dur a terme els seus projectes va haver de muntar hivernacles on conrear-les. Gràcies a aquest treball va aconseguir crear en els seus treballs hàbitats per a la coexistència d'espècies molt perfectes. A més, donada l'espectacularitat de moltes de les plantes brasileres que va anar introduint en els seus treballs, aquests van ser molt cridaners. Alguns dels trets més incipients dels seus projectes son que l'ordre dels seus jardins és harmònicament natural i s'aprecia un respecte cap a la naturalesa i es converteix en paisatges espontanis i salvatges però humanitzats,'expressió dels seus jardins era definida pels materials, les formes, els colors aconseguint que la seva intervenció passés inadvertida i els elements estan calculats per aconseguir una finalitat i uns sentiments en els usuaris.
La seva participació en la definició de l'Arquitectura Moderna Brasilera va ser fonamental, havent participat en diversos grups encarregats de diversos cèlebres projectes. La terrassa jardí que va projectar per al Palau Gustavo Capanema és considerat una fita rupturista en el paisatgisme brasiler. Definit per vegetació nativa i formes sinuoses, el jardí que inclou espais contemplatius o d'estar, té una configuració inèdita al seu país i al món.
A partir de llavors començarà a treballar amb un llenguatge bastant orgànic i evolutiu, identificant-se-li proper a algunes avantguardes artístiques com l'art abstracte, el concretisme o el constructivisme, entre d'altres. Les plantes baixes dels seus projectes recorden moltes vegades quadres abstractes, en els quals els espais generats privilegien una formació de racons i camins a través de la vegetació nativa.
El Parque del Este a Caracas representa un dels dos projectes més extensos i importants de la seva obra, al costat del Parc de Flamenco a Rio de Janeiro, on manifesta els seus principis ecològics, artístics i socials a escala urbana.

## Obres

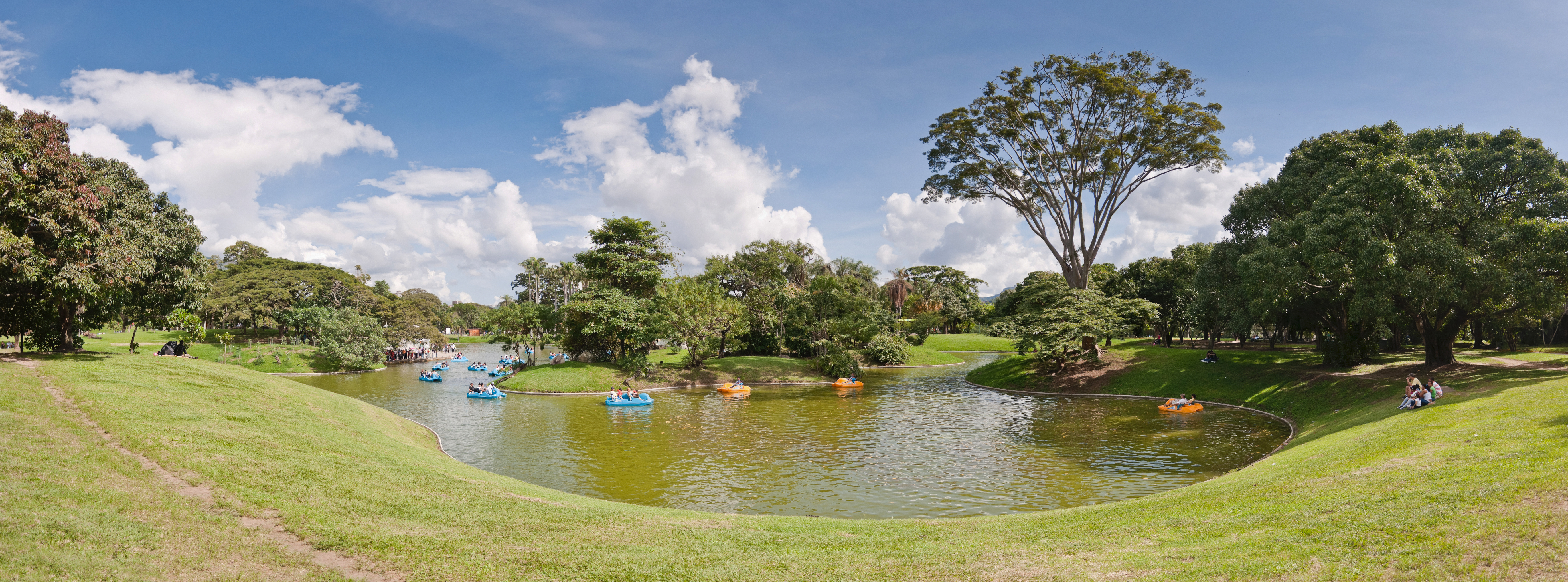
Parque del Este, Caracas

- Disseny de jardins en edificis públics Brasilers

- Ministeri de l'Armada - Jardí aquàtic i ús de formes amb formigó.
- Foreign Affairs Building
- Ministeri d'Educació - Coberta-Jardí completat el 1937. Va aconseguir gran reconeixement i admiració internacional gràcies a aquest disseny.

- Passeig de Copacabana - Intervenció en el paisatge a gran escala (té 4 km de longitud) des del paviment. Aquest mosaic va ser completat el 1970, constituint el passeig de la famosa platja de Rio de Janeiro.
- Parc Brigadeiro Eduardo Gomes (Aterro do Flamengo) - parc públic de 122 hectàrees a Rio de Janeiro construït sobre un abocador.
- Jardins del Museu d'Art Modern de Rio de Janeiro, 1954[8]
- Palacio Venecià.
- Parque del Este, Caracas, Veneçuela 1961
- Jardins de l'Hipòdrom La Rinconada, Caracas, Veneçuela 1959
- Cascade Garden, Longwood Gardens, Pennsilvània
- Biscayne Boulevard, Miami, Florida (Completat després de la seva mort)
- Plaza República del Perú, Buenos Aires, Argentina (Demolit il·legalment)
- Kuala Lumpur City Centre (KLCC) Park, Kuala Lumpur, Malàisia
- Jardins del Club Port Blau, Naiguatá, Edo. Vargas, Veneçuela
- Jardí Botànic de Maracaibo, Veneçuela.
- Lagunita Country Club, disseny; execució i Paisatgisme, El Hatillo, Edo. Miranda, Caracas, Veneçuela

## Galeria

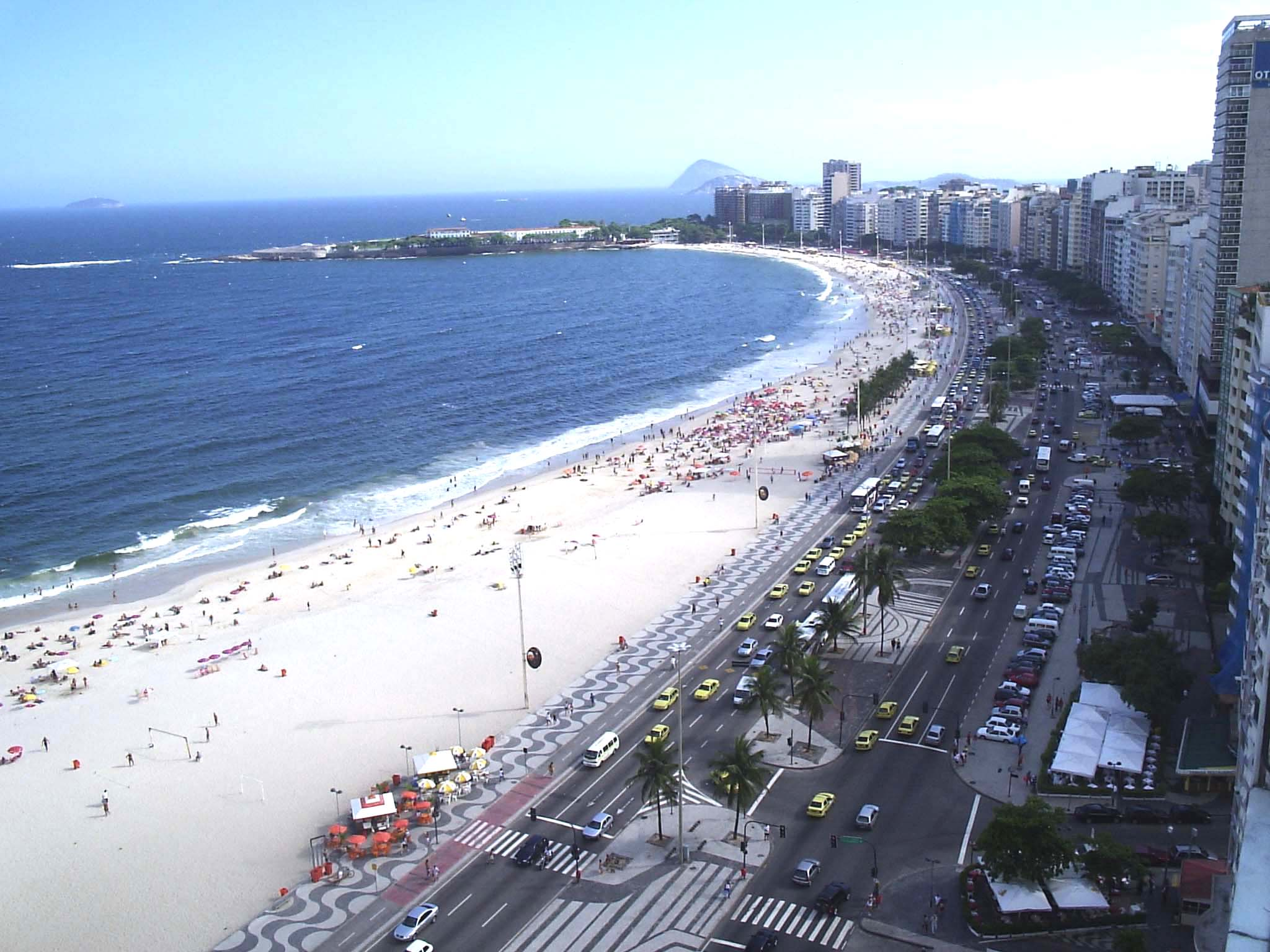
Copacabana a Rio de Janeiro, formes en blanc i negre amb dibuixos disseny de Burle Marx
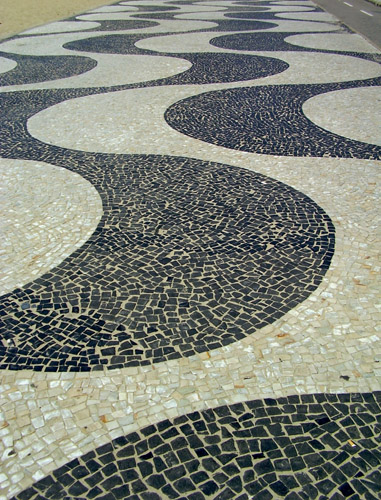
Detall del paviment, Copacabana
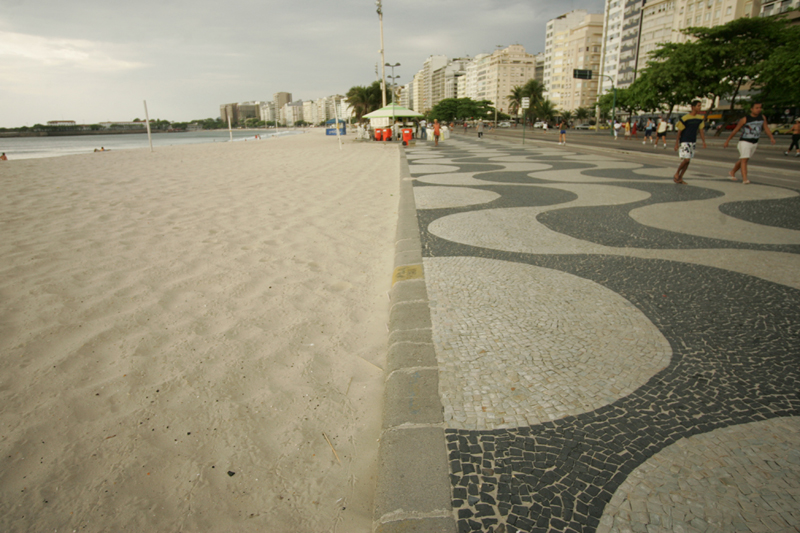
Copacabana
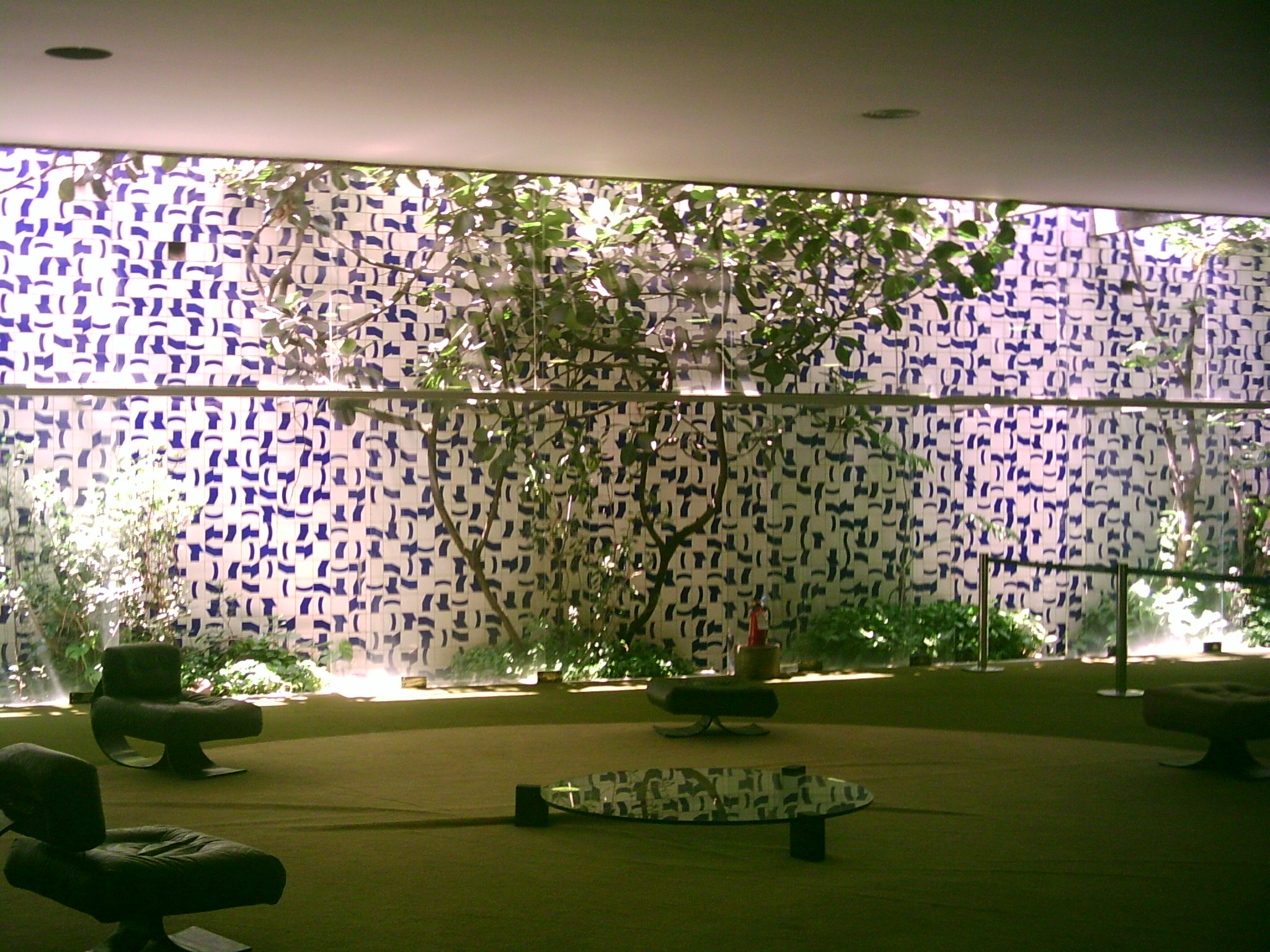
Congrés Nacional, Brasília
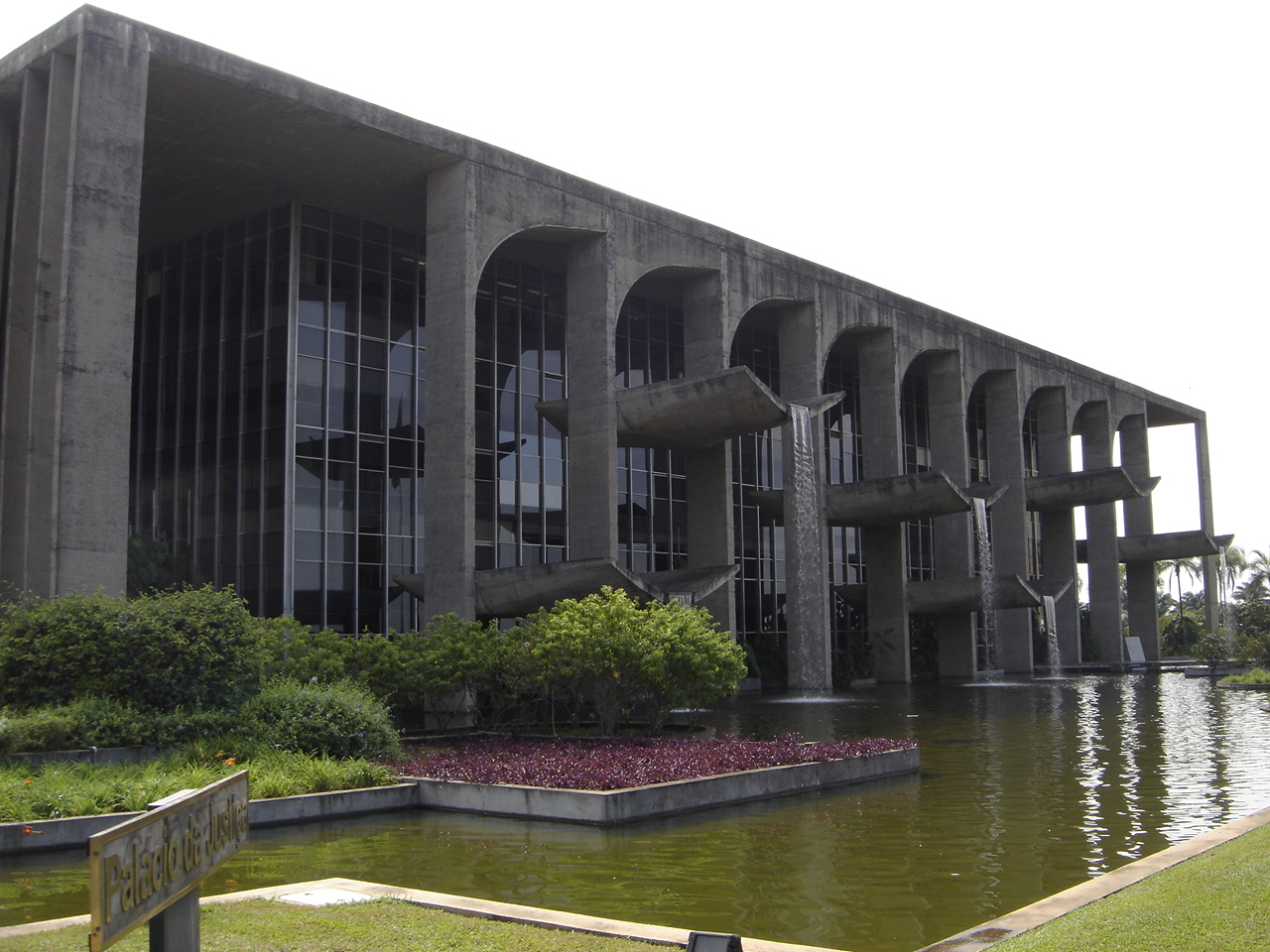
Palau de Justícia, Brasília
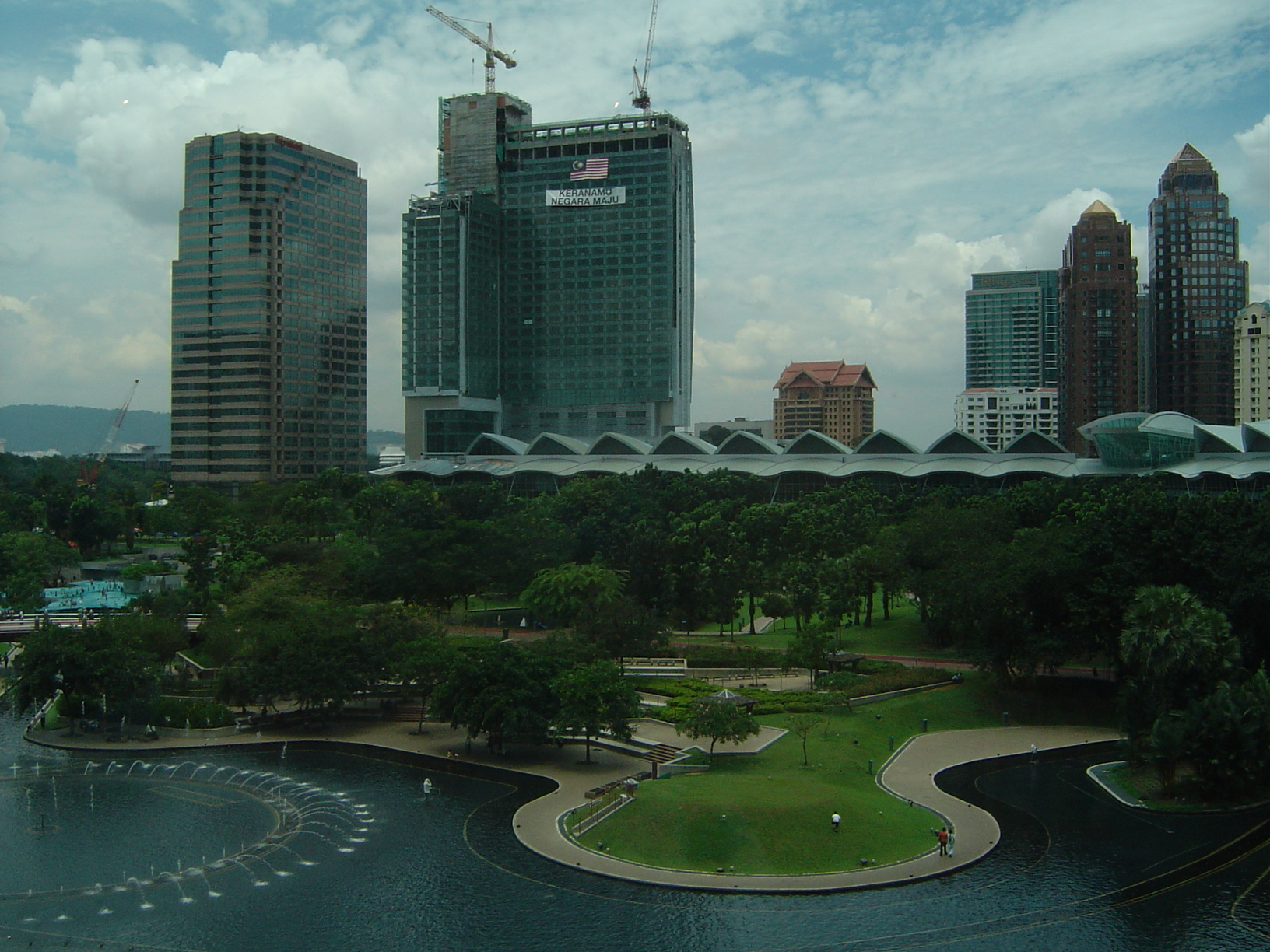
Parc KLCC de Kuala Lumpur (Malàisia)
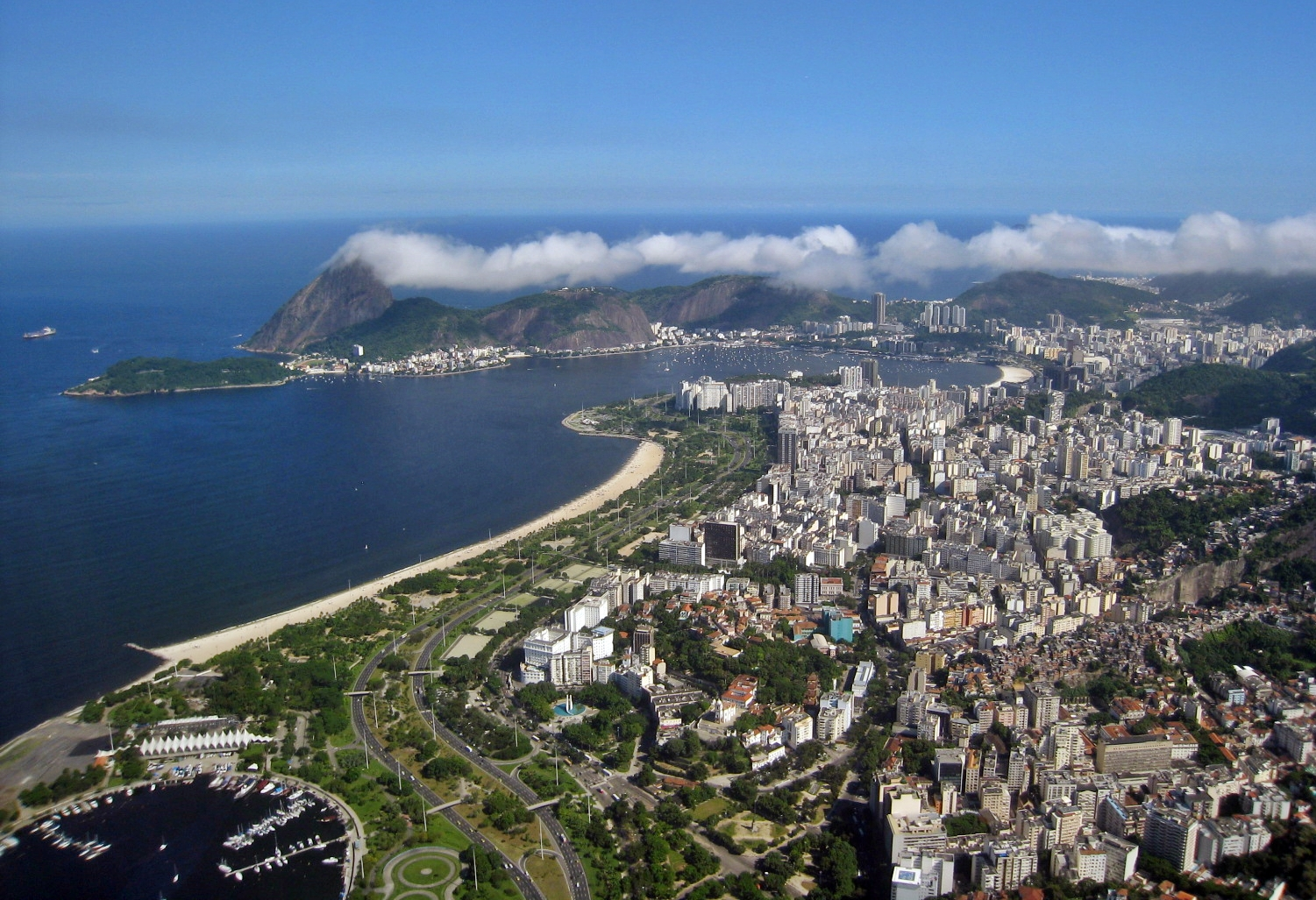
Parc Flamengo de Rio de Janeiro
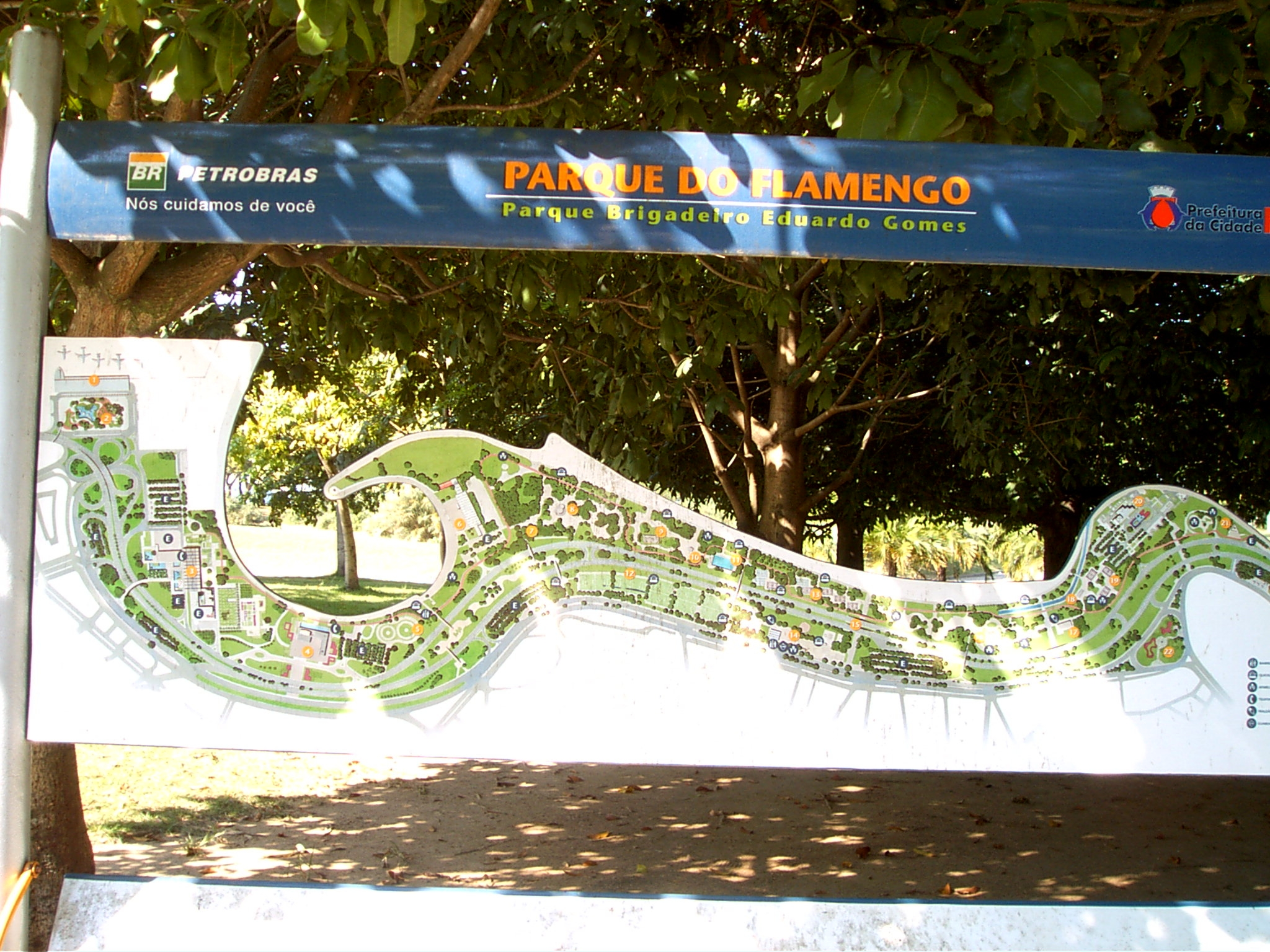
Planta general del Parc Flamengo